# Bailey Olter
Bailey Olter (Mwoakilloa, Pohnpei, 27 maart 1937 - 16 februari 1999) was een politicus uit de eilandstaat Micronesia en vervulde zes jaar het presidentiële ambt. Voor zijn presidentschap vervulde Olter van 1983 tot 1987 het vicepresidentschap onder Tosiwo Nakayama. In 1991 werd Olter verkozen tot president, waarna hij in 1995 herkozen werd voor een termijn van 4 jaar. Echter, in 1996 kreeg hij gezondheidsproblemen, waardoor de vicepresident Jacob Nena de taken van Olter moest overnemen. In 1997 werd Nena officieel beëdigd als president en opvolger van Olter. Bailey Olter overleed op 16 februari 1999.